# لمه اسلام (خداآفرین)
لمه اسلام یکی از روستاهای استان آذربایجان شرقی است که در دهستان منجوان غربی بخش منجوان شهرستان خداآفرین واقع شده‌است.و یکی از سرسبز ترین روستاهای قره داغ به شمار میرود